# La Unión kommun, Olancho
La Unión är en kommun i Honduras.   Den ligger i departementet Departamento de Olancho, i den centrala delen av landet, 120 km norr om huvudstaden Tegucigalpa. Antalet invånare är 6 326.